# ムツァムドゥ
ムツァムドゥ（フランス語/コモロ語: Mutsamudu、コモロ語アラビア文字表記: مُتْسَمُدُ、アラビア語: موتسامودو Mūtsāmūdū）は、コモロ連合第2の都市であり、アンジュアン島の首都。同島の自治政府がおかれている。人口3万4940人（2017年国勢調査）。1482年に設立された。町は島北岸に位置する。
18世紀からアンジュアン島のスルタンの都であり、島がフランス領となったあとも島の中心地としての地位を保ち続けた。2006年から2011年までコモロの大統領を務めたアフメド・アブドラ・モハメド・サンビの出身地である。
熱帯気候であり、一年を通じて27℃から32℃程度の気温を保っている。ムツァムドゥ港は1985年に改修されてコモロ唯一の深水港となり、大型船の入港が可能となった。

## 位置
座標：南緯12度10分10秒 東経44度24分5秒 / 南緯12.16944度 東経44.40139度